# Літні Олімпійські ігри 2008
Літні Олімпійські Ігри 2008 (англ. 2008 Summer Olympics, фр. Jeux Olympiques d'été de 2008, кит.: 2008年夏季奥林匹克运动会, офіційна назва — Ігри XXIX Олімпіади) проходили у Пекіні, столиці КНР з 8 по 24 серпня 2008 року. Церемонія відкриття відбулася в 8:08 за місцевим часом. Деякі спортивні об'єкти розташовані в прибережному місті Ціндао та Гонконзі. Талісман ігор — діти вдачі.
На цій олімпіаді відбулися 623 змагання з 28 видів спорту за 302 комплекти медалей, котрі виборювали більш як 16 тисяч спортсменів.

## Естафета олімпійського вогню

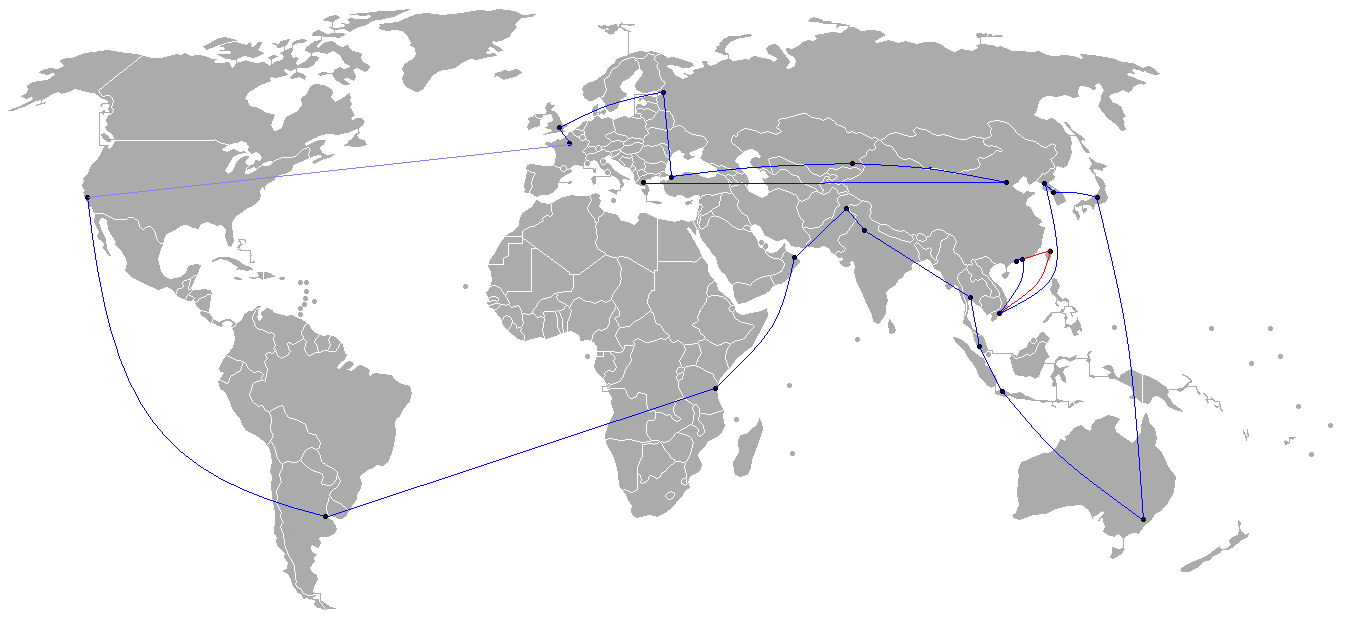
Естафета Олімпійського Вогню 2008

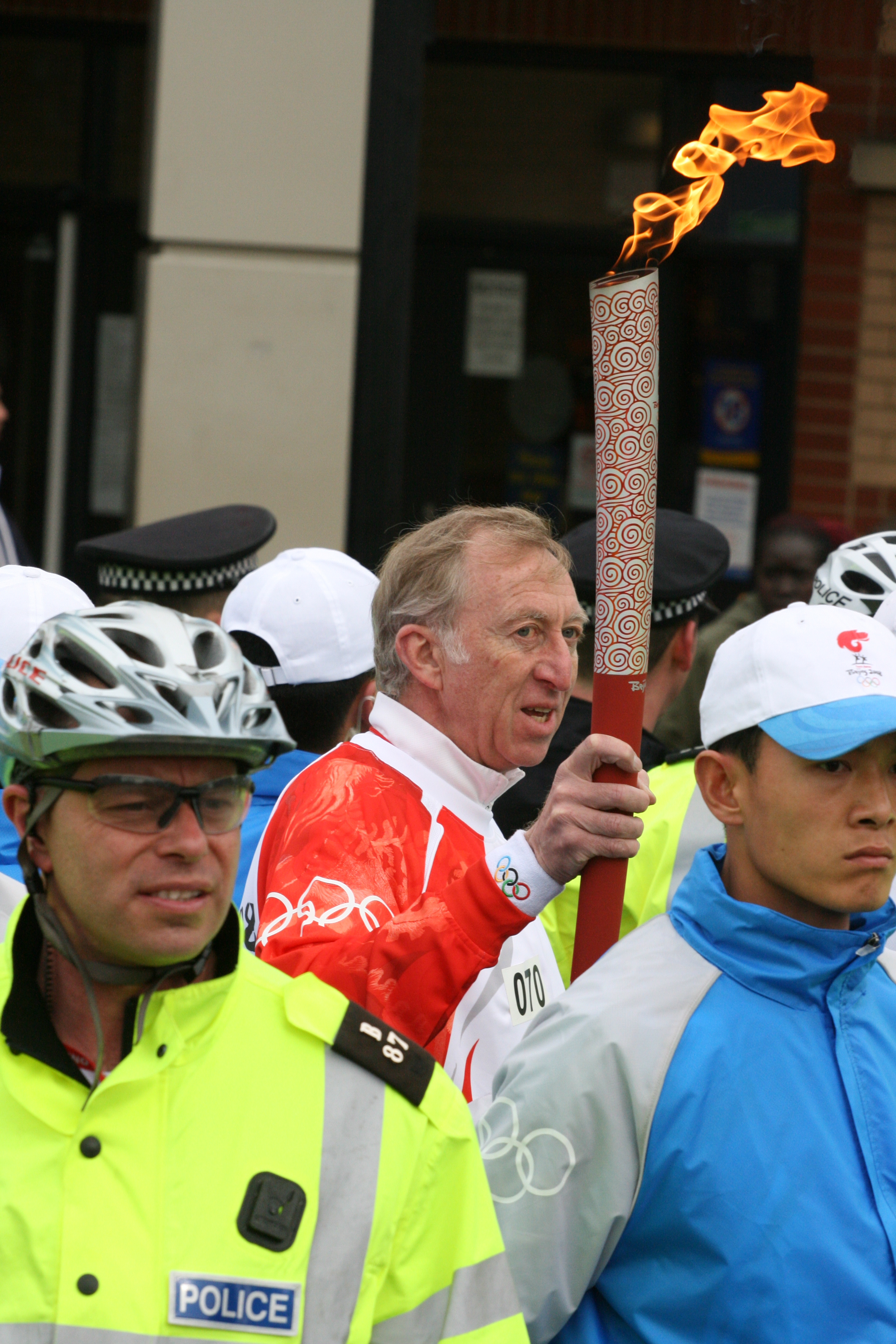
Олімпійський вогонь у Лондоні

26 серпня 2007 року в Пекіні, МОК оголосив програму проведення естафети олімпійського вогню. Девіз естафети — «Подорож гармонії». Естафета, що почалась за 137 днів до відкриття Олімпійських ігор, буде найтривалішою за всю історію Олімпійських естафет (137 000 км).
Олімпійський вогонь був запалений в грецькому місті Олімпія 24 березня 2008 року. Церемонію намагались зірвати журналісти, які вважають, що Китай не може приймати у себе Олімпіаду. З Олімпії Вогонь пройшов територією Греції та 31 березня прибув до Пекіну. Зі столиці Китаю Вогонь вирушив в подорож по всіх континентах, за винятком Антарктиди. Естафета пройде також містами Великого шовкового шляху, символізуючи древні зв'язки Китаю з іншим світом. Вогонь пройде через 22 міста світу, та через велику кількість міст Китаю.
Естафета супроводжувалася протестами зі сторони прибічників незалежності Тибету, що намагались загасити вогонь у Лондоні та Парижі.
Олімпійський факел має стандартні розміри й зроблений у традиційному китайському стилі. Факел сконструйований так, що не гасне при вітрі 65 км/год та зливі 50 міліметрів на годину.

## Символи

### Емблема
Емблема Олімпіади в Пекіні була обрана у 2003 році і має назву «Пекін, що танцює». Емблема складається з традиційних для Китаю елементів: вона виконана у вигляді печатки з каліграфічно написаним словом-ієрогліфом jing (частина назви міста Пекін Beijing, що означає «столиця країни»). Ієрогліф, зображений на червоному тлі. Ієрогліф стилізовано під фігуру спортсмена.
Всього до Китайського Олімпійського Комітету було подано 1985 ескізів різних пропозицій щодо емблеми Олімпійських ігор 2008 року. З них 222 проєкти було надано з інших країн.
Комісія відібрала 30 проєктів емблеми, з яких Міжнародний Олімпійський Комітет затвердив лише одну.

### Девіз

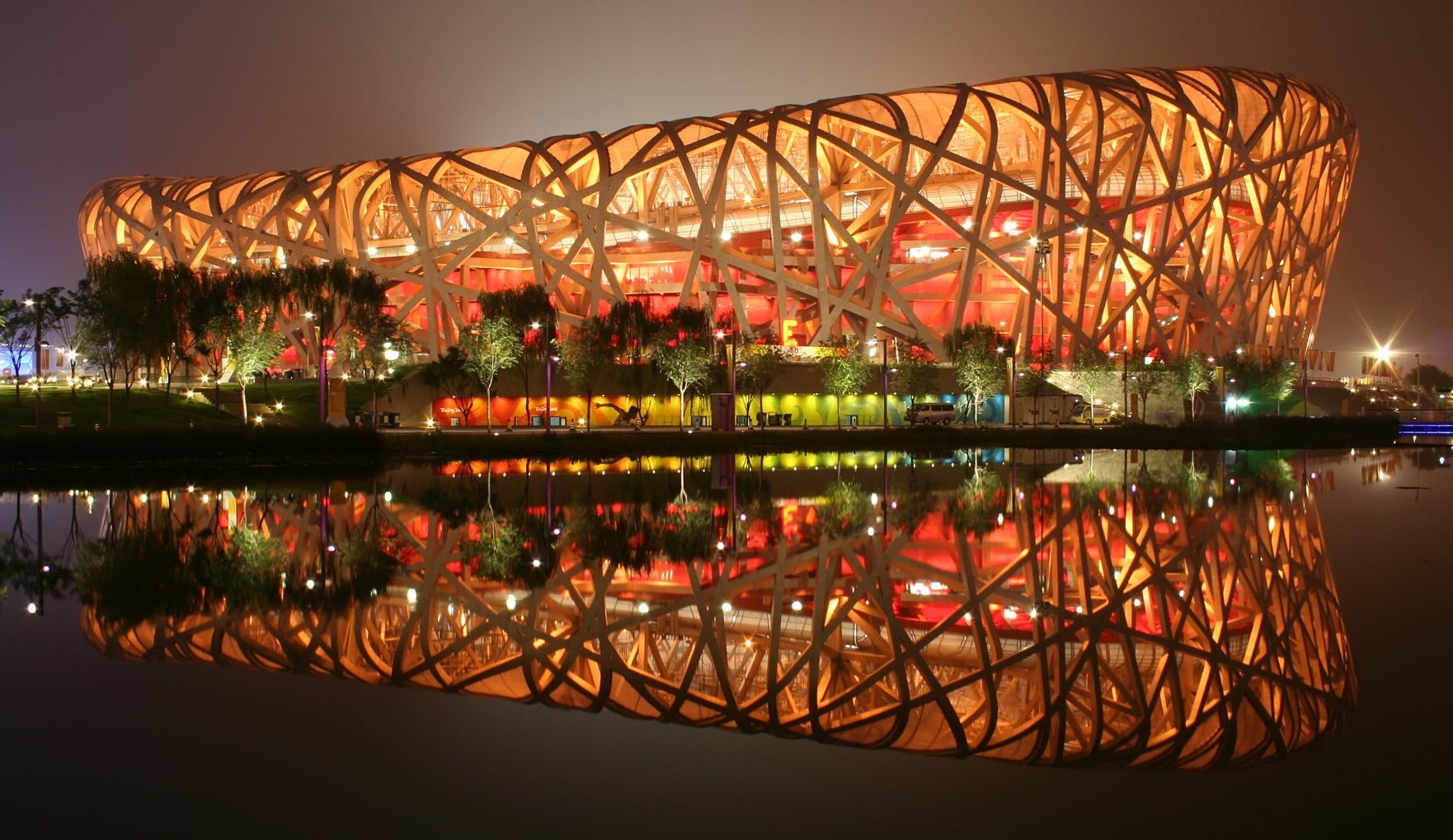
Національний стадіон, Пекін

Офіційним девізом Пекінської Олімпіади-2008 є слоган «Єдина планета, єдина мрія» (One World One Dream).
Слова «Єдина планета, єдина мрія» вдало поєднують сутність олімпійського духу та спільний погляд на цінності: мир та прогрес, гармонічний розвиток, мирне співіснування, співпрацю та взаємовигідне партнерство, щасливе життя та інші загальноприйняті ідеали.
Девіз «єдина планета, єдина мрія» короткий, але його значення дуже глибоке, він відноситься не лише до Китаю, а до усього світу.
В слогані «Єдина планета, єдина мрія» китайською слово «єдина» означає «однакова», таким чином дозволяючи девізу ще точніше відобразити ідею Пекінської Олімпіади — все людство належить до єдиного світу та мріє про одні й ті самі ідеали.

### Талісмани
Діти удачі (кит. [фува] — малі, що мають вдачу) — талісмани Ігор ХХІХ Олімпіади в Пекіні. 11 листопада 2005 року — за 1000 днів до відкриття Ігор — вони були представлені китайським Державним об'єднанням з вивчення класичної літератури.
У кожного з п'яти талісманів є своє ім'я, яке складається з двох складів й означає окреме слово або словосполучення слів.
Бей-Бей (Bei-bei) — Риба, Цзин-Цзин (Jing-jing) — Панда, Хуань-Хуань (Huan-huan) — Олімпійський вогник, Ін-Ін (Ying-ying) — Тибетська Антилопа, і Ні-Ні (Ni-ni) — Ластівка.
Якщо об'єднати половинки цих назв, отримаємо словосполучення — «Бей-Цзин Хуань-Ін Ні», що в перекладі з китайської означає «Ласкаво просимо до Пекіну!».

## Календар
Нижче показаний офіційний календар літніх Олімпійських ігор 2008.
| ● | Церемонія відкриття | ● | Кваліфікація змагань | ● | Фінали змагань | ● | Церемонія закриття |

| Серпень                          | Серпень                          | 6 | 7 | 8 | 9 | 10 | 11 | 12 | 13 | 14 | 15 | 16 | 17 | 18 | 19 | 20 | 21 | 22 | 23 | 24 | Медалі |
| -------------------------------- | -------------------------------- | - | - | - | - | -- | -- | -- | -- | -- | -- | -- | -- | -- | -- | -- | -- | -- | -- | -- | ------ |
| Церемонії                        | Церемонії                        |   |   | ● |   |    |    |    |    |    |    |    |    |    |    |    |    |    |    | ●  |        |
| Академічне веслування            | Академічне веслування            |   |   |   |   |    |    |    |    |    |    | 7  | 7  |    |    |    |    |    |    |    | 14     |
| Бадмінтон                        | Бадмінтон                        |   |   |   |   |    |    |    |    |    | 1  | 2  | 2  |    |    |    |    |    |    |    | 5      |
| Баскетбол                        | Баскетбол                        |   |   |   |   |    |    |    |    |    |    |    |    |    |    |    |    |    | 1  | 1  | 2      |
| Бейсбол                          | Бейсбол                          |   |   |   |   |    |    |    |    |    |    |    |    |    |    |    |    |    | 1  |    | 1      |
| Бокс                             | Бокс                             |   |   |   |   |    |    |    |    |    |    |    |    |    |    |    |    |    | 5  | 6  | 11     |
| Боротьба                         | Боротьба                         |   |   |   |   |    |    | 2  | 2  | 3  |    | 2  | 2  |    | 2  | 2  | 3  |    |    |    | 18     |
| Велоспорт                        | Велоспорт                        |   |   |   | 1 | 1  |    |    | 2  |    | 1  | 3  | 1  | 2  | 3  |    | 2  | 1  | 1  |    | 18     |
| Водне поло                       | Водне поло                       |   |   |   |   |    |    |    |    |    |    |    |    |    |    |    | 1  |    |    | 1  | 2      |
| Волейбол                         | Волейбол                         |   |   |   |   |    |    |    |    |    |    |    |    |    |    |    | 1  | 1  | 1  | 1  | 4      |
| Гандбол                          | Гандбол                          |   |   |   |   |    |    |    |    |    |    |    |    |    |    |    |    |    | 1  | 1  | 2      |
| Гім- нас- тика                   | Спортивна гімнастика             |   |   |   |   |    |    | 1  | 1  | 1  | 1  |    | 4  | 3  | 3  |    |    |    |    |    | 14     |
| Гім- нас- тика                   | Художня гімнастика               |   |   |   |   |    |    |    |    |    |    |    |    |    |    |    |    |    | 1  | 1  | 2      |
| Гім- нас- тика                   | Стрибки на батуті                |   |   |   |   |    |    |    |    |    |    |    |    | 1  | 1  |    |    |    |    |    | 2      |
| Веслування на байдарках та каное | Веслування на байдарках та каное |   |   |   |   |    |    | 2  |    | 2  |    |    |    |    |    |    |    | 6  | 6  |    | 16     |
| Дзюдо                            | Дзюдо                            |   |   |   | 2 | 2  | 2  | 2  | 2  | 2  | 2  |    |    |    |    |    |    |    |    |    | 14     |
| Кінний спорт                     | Кінний спорт                     |   |   |   |   |    |    | 2  |    | 1  |    |    |    | 1  | 1  | 1  |    |    |    |    | 6      |
| Легка атлетика                   | Легка атлетика                   |   |   |   |   |    |    |    |    |    | 2  | 4  | 6  | 6  | 5  | 3  | 6  | 7  | 7  | 1  | 47     |
| Настільний теніс                 | Настільний теніс                 |   |   |   |   |    |    |    |    |    |    |    | 1  | 1  |    |    |    | 1  | 1  |    | 4      |
| Вітрильний спорт                 | Вітрильний спорт                 |   |   |   |   |    |    |    |    |    |    | 2  | 1  | 2  | 2  | 2  | 2  |    |    |    | 11     |
| Плавання                         | Плавання                         |   |   |   |   | 4  | 4  | 4  | 4  | 4  | 4  | 4  | 4  |    |    | 1  | 1  |    |    |    | 34     |
| Стрибки у воду                   | Стрибки у воду                   |   |   |   |   | 1  | 1  | 1  | 1  |    |    |    | 1  |    | 1  |    | 1  |    | 1  |    | 8      |
| Синхронне плавання               | Синхронне плавання               |   |   |   |   |    |    |    |    |    |    |    |    |    |    | 1  |    |    | 1  |    | 2      |
| Сучасне п'ятиборство             | Сучасне п'ятиборство             |   |   |   |   |    |    |    |    |    |    |    |    |    |    |    | 1  | 1  |    |    | 2      |
| Софтбол                          | Софтбол                          |   |   |   |   |    |    |    |    |    |    |    |    |    |    |    | 1  |    |    |    | 1      |
| Стрільба                         | Стрільба                         |   |   |   | 2 | 2  | 2  | 2  | 1  | 2  | 1  | 2  | 1  |    |    |    |    |    |    |    | 15     |
| Стрільба з лука                  | Стрільба з лука                  |   |   |   |   | 1  | 1  |    |    | 1  | 1  |    |    |    |    |    |    |    |    |    | 4      |
| Теніс                            | Теніс                            |   |   |   |   |    |    |    |    |    |    | 2  | 2  |    |    |    |    |    |    |    | 4      |
| Тріатлон                         | Тріатлон                         |   |   |   |   |    |    |    |    |    |    |    |    | 1  | 1  |    |    |    |    |    | 2      |
| Тхеквондо                        | Тхеквондо                        |   |   |   |   |    |    |    |    |    |    |    |    |    |    | 2  | 2  | 2  | 2  |    | 8      |
| Важка атлетика                   | Важка атлетика                   |   |   |   | 1 | 2  | 2  | 2  | 2  |    | 2  | 1  | 1  | 1  | 1  |    |    |    |    |    | 15     |
| Фехтування                       | Фехтування                       |   |   |   | 1 | 1  | 1  | 1  | 2  | 1  | 1  | 1  | 1  |    |    |    |    |    |    |    | 10     |
| Футбол                           | Футбол                           |   |   |   |   |    |    |    |    |    |    |    |    |    |    |    | 1  |    | 1  |    | 2      |
| Хокей на траві                   | Хокей на траві                   |   |   |   |   |    |    |    |    |    |    |    |    |    |    |    |    | 1  | 1  |    | 2      |
| Медалі                           | Медалі                           |   |   |   | 7 | 14 | 13 | 19 | 17 | 17 | 16 | 30 | 30 | 18 | 20 | 12 | 22 | 20 | 31 | 12 | 302    |
| Серпень                          | Серпень                          | 6 | 7 | 8 | 9 | 10 | 11 | 12 | 13 | 14 | 15 | 16 | 17 | 18 | 19 | 20 | 21 | 22 | 23 | 24 |        |

## Учасники
- Австралія  (433)
- Австрія  (70)
- Азербайджан  (44)
- Албанія  (11)
- Алжир  (62)
- Американське Самоа  (4)
- Американські Віргінські Острови  (5)
- Ангола  (32)
- Андорра  (5)
- Антигуа і Барбуда  (5)
- Аргентина  (137)
- Аруба  (2)
- Афганістан  (4)
- Багамські Острови  (25)
- Бангладеш  (5)
- Барбадос  (6)
- Бахрейн  (15)
- Беліз  (3)
- Бельгія  (96)
- Бенін  (5)
- Бермуди  (6)
- Білорусь  (181)
- Болгарія  (72)
- Болівія  (7)
- Боснія і Герцеговина  (5)
- Ботсвана  (12)
- Бразилія  (277)
- Британські Віргінські Острови  (2)
- Буркіна-Фасо  (6)
- Бурунді  (3)
- Бутан  (2)
- Вануату  (3)
- Велика Британія  (311)
- Венесуела  (109)
- В'єтнам  (21)
- Вірменія  (25)
- Габон  (4)
- Гаїті  (7)
- Гамбія  (3)
- Гана  (9)
- Гаяна  (5)
- Гватемала  (12)
- Гвінея  (5)
- Гвінея-Бісау  (3)
- Гондурас  (25)
- Гонконг  (34)
- Гренада  (9)
- Греція  (156)
- Грузія  (35)
- Гуам  (5)
- Данія  (84)
- Демократична Республіка Конго  (5)
- Джибуті  (2)
- Домініка  (2)
- Домініканська Республіка  (25)
- Еквадор  (25)
- Екваторіальна Гвінея  (3)
- Еритрея  (9)
- Естонія  (47)
- Ефіопія  (22)
- Єгипет  (103)
- Ємен  (5)
- Замбія  (8)
- Зімбабве  (13)
- Йорданія  (7)
- Ізраїль  (43)
- Індія  (57)
- Індонезія  (24)
- Ірак  (4)
- Іран  (55)
- Ірландія  (54)
- Ісландія  (28)
- Іспанія  (286)
- Італія  (344)
- Кабо-Верде  (2)
- Казахстан  (132)
- Кайманові Острови  (4)
- Камбоджа  (4)
- Камерун  (33)
- Канада  (332)
- Катар  (22)
- Кенія  (56)
- Киргизстан  (21)
- Китай  (639)
- Китайський Тайбей  (80)
- Кіпр  (17)
- Кірибаті  (2)
- Колумбія  (64)
- Коморські Острови  (3)
- Коста-Рика  (8)
- Кот-д'Івуар  (20)
- Куба  (149)
- Кувейт  (6)
- Лаос  (4)
- Латвія  (50)
- Лесото  (4)
- Литва  (71)
- Ліберія  (3)
- Ліван  (5)
- Лівія  (7)
- Ліхтенштейн  (2)
- Люксембург  (12)
- Маврикій  (12)
- Мавританія  (2)
- Мадагаскар  (4)
- Малаві  (4)
- Малайзія  (33)
- Малі  (17)
- Мальдіви  (4)
- Мальта  (6)
- Марокко  (57)
- Маршаллові Острови  (5)
- Мексика  (85)
- Мозамбік  (5)
- Молдова  (31)
- Монако  (5)
- Монголія  (29)
- М'янма  (6)
- Намібія  (9)
- Науру  (1)
- Непал  (8)
- Нігер  (5)
- Нігерія  (33)
- Нідерланди  (245)
- Нідерландські Антильські острови  (3)
- Нікарагуа  (6)
- Німеччина  (463)
- Нова Зеландія  (182)
- Норвегія  (85)
- Об'єднані Арабські Емірати  (8)
- Оман  (5)
- Острови Кука  (4)
- Пакистан  (21)
- Палау  (5)
- Палестина  (4)
- Панама  (3)
- Папуа Нова Гвінея  (7)
- ПАР  (136)
- Парагвай  (5)
- Перу  (12)
- Південна Корея  (267)
- Північна Корея  (63)
- Північна Македонія  (7)
- Польща  (268)
- Португалія  (77)
- Пуерто-Рико  (22)
- Республіка Конго  (5)
- Росія  (467)
- Руанда  (4)
- Румунія  (102)
- Сальвадор  (11)
- Самоа  (6)
- Сан-Марино  (4)
- Сан-Томе і Принсіпі  (3)
- Саудівська Аравія  (16)
- Свазіленд  (4)
- Сейшельські Острови  (8)
- Сенегал  (12)
- Сент-Вінсент і Гренадини  (2)
- Сент-Кіттс і Невіс  (4)
- Сент-Люсія  (6)
- Сербія  (92)
- Сирія  (8)
- Сінгапур  (25)
- Словаччина  (57)
- Словенія  (62)
- Соломонові Острови  (3)
- Сомалі  (2)
- Судан  (9)
- Суринам  (4)
- Східний Тимор  (2)
- США  (596)
- Сьєрра-Леоне  (3)
- Таджикистан  (13)
- Таїланд  (51)
- Танзанія  (10)
- Того  (4)
- Тонга  (3)
- Тринідад і Тобаго  (30)
- Тувалу  (3)
- Туніс  (32)
- Туреччина  (68)
- Туркменістан  (10)
- Уганда  (15)
- Угорщина  (171)
- Узбекистан  (58)
- Україна  (254)
- Уругвай  (12)
- Федеративні Штати Мікронезії  (5)
- Фіджі  (6)
- Філіппіни  (15)
- Фінляндія  (58)
- Франція  (323)
- Хорватія  (105)
- Центральноафриканська Республіка  (3)
- Чад  (2)
- Чехія  (134)
- Чилі  (27)
- Чорногорія  (31)
- Швейцарія  (84)
- Швеція  (134)
- Шрі-Ланка  (8)
- Ямайка  (50)
- Японія  (351)

### Збірна України
У Пекіні українці змагалися в 28 видах спорту, в яких виконали критерії відбору на Олімпійські ігри. Варто зазначити, що у складі збірної сім діючих олімпійських чемпіонів і 97 атлетів, що мають досвід виступів на Іграх. Також збірна команда України вперше мала свій талісман — лелек.
23 серпня 2008 р. українські спортсмени встановили рекорд за кількістю медалей завойованих на Олімпійських іграх — 27 нагород, що перевищило 23 медалі, на кожній із трьох останніх літніх Олімпіад.

## Медальний залік
Топ-10 неофіційного національного медального заліку:
| Місце | Країна          | Золото | Срібло | Бронза | Загалом |
| ----- | --------------- | ------ | ------ | ------ | ------- |
| 1     | Китай           | 48     | 22     | 30     | 100     |
| 2     | США             | 36     | 39     | 37     | 112     |
| 3     | Росія           | 24     | 13     | 23     | 60      |
| 4     | Велика Британія | 19     | 13     | 17     | 49      |
| 5     | Німеччина       | 16     | 10     | 15     | 41      |
| 6     | Австралія       | 14     | 15     | 17     | 46      |
| 7     | Південна Корея  | 13     | 11     | 8      | 32      |
| 8     | Японія          | 9      | 7      | 9      | 25      |
| 9     | Італія          | 8      | 9      | 10     | 27      |
| 10    | Франція         | 7      | 16     | 19     | 42      |

## Галерея
- Литовська монета номіналом 50 лит. Реверс
- 3 рублі Росії «Синхронне плавання»
- 50 рублів Росії «Гімнастика»